# Luca Luchetti
Luca Luchetti (Ancona, 6 gennaio 1938 – Roma, 29 novembre 1993) è stato uno scultore e pittore italiano.

## Biografia
Trasferitosi a Roma nei primi anni '40 dalle Marche, inizia a lavorare negli studi di molti artisti romani tra cui Pericle Fazzini, Leoncillo Leonardi, Marino Mazzacurati e Marcello Avenali, di cui in seguito diventa assistente all'Accademia di Belle Arti di Roma. Comincia nel 1956 a partecipare alle prime mostre.
Nel 1957 vince il premio del Presidente della Repubblica Italiana alla quinta edizione del Premio Spoleto. Nello stesso anno, sempre a Spoleto, in occasione della prima edizione del Festival dei Due Mondi, viene invitato a rappresentare la giovane scultura italiana.
Negli anni seguenti indirizza la sua attività verso una scultura finalizzata all'inserimento in contesti architettonici sperimentando materiali e tecniche diverse che lo porteranno spesso a collaborare con architetti e restauratori.
È stato per molti anni assistente prima e titolare poi della cattedra di Decorazione presso l'Accademia di Belle Arti di Roma, Frosinone e Foggia.
È il padre del regista Daniele Luchetti che ha girato il fim Anni felici ispirato alla propria infanzia. 

## Opere

### Scultura

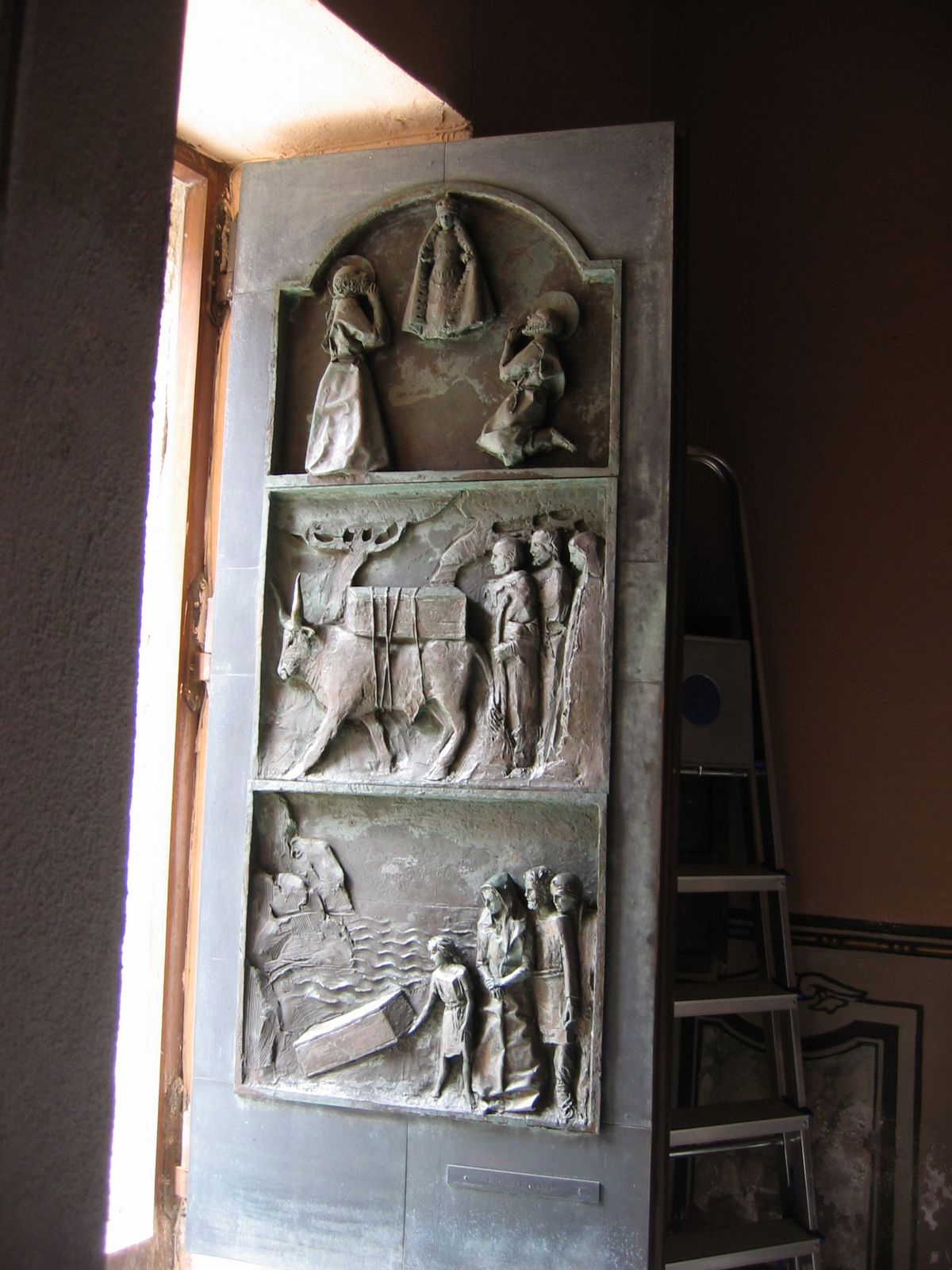
Luogosanto, provincia di Sassari: il portone d'ingresso della Basilica di Nostra Signora.

Fra le esperienze più importanti nel periodo della sua formazione, si può citare la collaborazione con Marcel Breuer per l'ideazione di un fonte battesimale in una chiesa progettata da quest'ultimo.
Fra le opere monumentali più significative dello scultore si ricordano:
- Due pale d'altare in bronzo di circa sei metri per la cattedrale "Holy Name" di Chicago, su incarico dell'Istituto Internazionale di Arte Liturgica.
- Una scultura in ferro e cemento di circa 3 metri rappresentante un uomo prigioniero, posata sulla Avenida Paulista a San Paolo in Brasile.
- Scultura in travertino con due mani per gli uffici di una società di costruzione posata in Roma.
- Fontana in bronzo e pietra vulcanica rappresentante delle aquile in volo, a Playa de las Americas, Tenerife.
- Porta santa in bronzo per la basilica del XIII secolo Nostra Signora di Luogosanto, Luogosanto, Sassari.
- Monumento commemorativo in celebrazione del ventennale dell'AVIS, in bronzo, a Piazza San Pietro, Albano laziale.
- Sculture varie in travertino presso gli uffici delle imprese italiane impegnate in programmi di Cooperazione allo sviluppo ad Addis Abeba in Etiopia e ad Algeri in Algeria.
- Fonte battesimale in marmo, bronzo e rame presso la Basilica di San Saba, a Roma.
- Porta in bronzo presso la Chiesa della Divina Provvidenza di Bisceglie, Bari.

Oltre alle opere monumentali, l'artista ha eseguito numerose vetrate, opere di decorazione, argenti e piccole sculture in materiali vari, fra cui materiali preziosi. Queste opere si trovano in varie chiese, istituti e collezioni private.

### Pittura
Nei primi anni della sua carriera, e fino agli anni '70, Luchetti produce alcune pitture su materiali convenzionali (tela, legno, carta).
Produce alcune serigrafie numerate, spesso rappresentando o rielaborando il risultato di alcuni processi sperimentali portati avanti nell'ambito della scultura.
Inizia quindi la sperimentazione su materiali nuovi come pellicole o supporti fotocromatici per creare opere che contenessero comunque componenti di spazialità ad esempio facendo ricorso ad elementi trasparenti e montaggio su supporti tridimensionali.
La Pittura rimane comunque un elemento minore della sua attività, maggiormente sperimentale probabilmente utilizzato maggiormente quale supporto alla scultura che rimane il suo ambito artistico prevalente.

## Mostre
Luca Luchetti non è stato particolarmente prolifico in fatto di mostre, avendo sempre preferito dedicarsi alla didattica, alla sperimentazione personale di forme e materiali o seguendo le commissioni dirette di opere più o meno grandi.
Fra le mostre a cui ha comunque partecipato vi sono:
- 1991 "Il percorso del bianco", Galleria Mecenate, Lucera.
- 1990 "Creatività eolica, macchine d'arte" Palazzetto dell'Arte Foggia.
- 1984 "La macchina della memoria", Palazzo Rivaldi, Roma.
- 1978 "Artericerca 78" rassegna di ricerche ed esperienze visive a Roma e Provincia. Palazzo delle Esposizioni, Roma.
- 1977 Mostra didattica a Les Arcs, Bourg St. Maurice, Francia.
- 1976 "A come Accademia", Roma, Palazzo Braschi, mostra-ricerca sull'istruzione artistica nel Mondo, organizzata dal Comune di Roma.
- 1976 "Analisi di un mass-media" mostra didattica dell'Accademia di Belle Arti di Roma.
- 1975 Partecipazione alla EXPO di Rimini
- 1975 "INCO Art.", Roma
- 1975 "Trasformazione di un ambiente" mostra didattica dell'Accademia di Belle Arti di Roma.
- 1974 "L'oggetto di gruppo", mostra didattica dell'Accademia di Belle Arti di Roma.

Non sono al momento reperibili informazioni riguardanti la sua partecipazione a mostre in periodi precedenti agli anni settanta.

## Collaborazioni
In qualità di scultore ha collaborato con restauratori per lo studio di oggetti, integrazioni e preparazione di copie. Tra queste, si ricorda la copia in bronzo della scultura di un grande Grifo in Piazza San Pietro, Perugia; la ricostruzione degli arti del cavallo detto di Lisippo, presso i Musei Capitolini di Roma e le integrazioni delle formelle della porta in bronzo del Duomo di Benevento.